# William Hamilton MacFarland
William Hamilton MacFarland (* 9. Februar 1799 in Lunenburg County, Virginia; † 10. Januar 1872 in Greenbrier County, West Virginia) war ein US-amerikanischer Politiker im 19. Jahrhundert.
Er bekleidete von 1822 bis 1824 und noch einmal von 1830 bis 1831 einen Sitz in der State Legislature von Virginia. Dann vertrat er 1861 seinen Heimatstaat bei dessen Sezessionskonvent und später im Provisorischen Konföderiertenkongress.
MacFarland starb 1872 in Greenbrier County, West Virginia und wurde anschließend auf dem Hollywood Cemetery in Richmond, Virginia beigesetzt. Ferner war er mit einer Ann Taylor Roberts (1803–1832) verheiratet.